# Micrathena digitata
Micrathena digitata là một loài nhện trong họ Araneidae.
Loài này thuộc chi Micrathena. Micrathena digitata được Carl Ludwig Koch miêu tả năm 1839.